# カスティリオーネ・デッラ・ペスカーイア
カスティリオーネ・デッラ・ペスカーイア（伊: Castiglione della Pescaia）は、イタリア共和国トスカーナ州グロッセート県にある、人口約7,200人の基礎自治体（コムーネ）。

## 地理

### 位置・広がり

#### 隣接コムーネ
隣接するコムーネは以下の通り。
- ガヴォッラーノ
- グロッセート
- スカルリーノ

### 気候分類・地震分類
カスティリオーネ・デッラ・ペスカーイアにおけるイタリアの気候分類 (it) および度日は、zona D, 1527 GGである。
また、イタリアの地震リスク階級 (it) では、zona 4 (sismicità molto bassa) に分類される。

## 行政

### 分離集落
カスティリオーネ・デッラ・ペスカーイアには以下の分離集落（フラツィオーネ）がある。
- Buriano, Punta Ala, Tirli, Vetulonia

## 自然・環境
Palude della Diaccia Botrona は、ラムサール条約の定める「国際的に重要な湿地」に登録されている。イタリアのラムサール条約登録地一覧も参照。

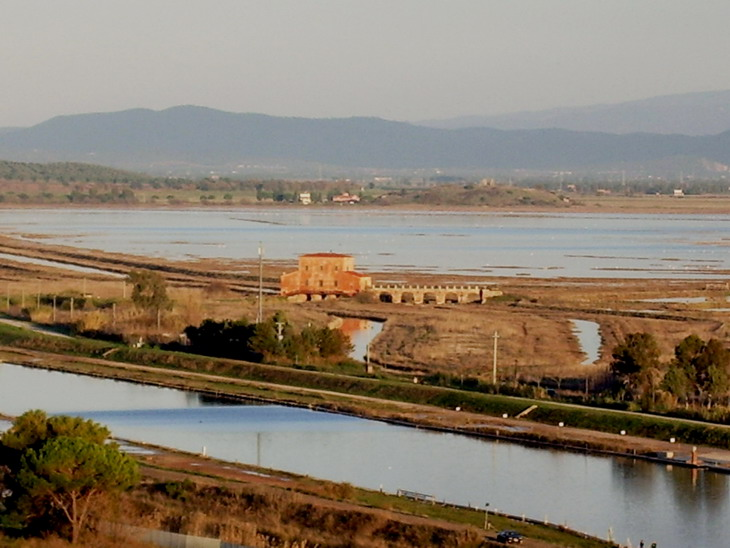